# ایستگاه کنترل عملیات هوایی نیومیلیخن
ایستگاه کنترل عملیات هوایی نیومیلیخن (به انگلیسی: Air Operations Control Station Nieuw-Milligen) یک فرودگاه نظامی است. این فرودگاه در کشور هلند قرار دارد و در ارتفاع ۲۸ متری از سطح دریا واقع شده است.